# Winterthur assurances
Pour les articles homonymes, voir Winterthur.
Winterthur assurances est une compagnie d'assurances fondée en 1875 à Winterthour en Suisse, intégrée au Crédit suisse en 1997 puis intégrée à Axa en 2006 (formant Axa-Winterthur).

## Historique
- 1875 Création de Winterthur accidents à Winterthour (Suisse) et ouverture cette même année de filiales en Allemagne, Alsace-Lorraine, Belgique, Pays-Bas, Autriche-Hongrie et Danemark.
- 1876 Ouverture de sa succursale au Luxembourg.
- 1910 Ouverture d'une filiale à Barcelone.
- 1923 Création d'une branche d'assurance-vie.
- 1926 Achat de la Lloyd Continentale à Milan.
- 1936 Ouverture de la filiale de New York.
- 1988 Achat d'Intercontinentale group en Italie.
- 1996 Collaboration avec Crédit suisse.
- 1997 Fusion avec Crédit suisse. Une plainte collective est déposée aux États-Unis, notamment contre Winterthur, pour « non-remboursement des polices d'assurance contractées avant la Seconde Guerre mondiale »[1]
- 2002 Mutuelles du Mans Assurances rachète les activités en France du groupe. La moitié du personnel disparaît (licenciement, départs volontaires, retraites anticipées)
- 2006 Winterthur disparaît complètement du paysage assurances. Le Crédit suisse impliqué dans le scandale Enron a dû vendre la compagnie historique. Le nom de Winterthur existe encore : la tour de la Défense qui héberge EDF s'appelle toujours Winterthur et le club de basketball de Barcelone issu de la filiale Winterthur porte toujours ce nom.

## Rachat par les Français
Le 14 juin 2006, Crédit suisse vend les dernières activités de Winterthur assurances (Winterthur Europe Assurances) au groupe français Axa pour la somme de 12,3 milliards de francs suisses (7,9 milliards d'euros),. Axa Suisse et Winterthur sont alors fusionnées et deviennent Axa-Winterthur.